# La Madone Connestabile
La Madone Connestabile  est une peinture religieuse de Raphaël. Le tableau est actuellement exposé au  musée de l'Ermitage de Saint-Pétersbourg.

## Histoire
Datant de 1504, La Madone Connestabile est une œuvre de jeunesse peinte probablement en Ombrie avant son départ pour Florence.
Son titre (La Madone Connestabile) est dû au fait qu'elle fut détenue par la famille  Connestabile de Pérouse.
En 1869, le comte Conestabile, propriétaire d’une ancienne galerie, s’adressa au comte G.S. Stroganoff, célèbre collectionneur russe vivant à Rome, avec la proposition de vendre sa galerie à l’Ermitage. L’impératrice russe Marie Alexandrovna, épouse de l’empereur Alexandre II, exprima son désir d’acquérir le chef-d’œuvre de cette collection « Madone à l’enfant » de Raphaël. Pour cela, le directeur de l’Ermitage fut envoyé à Florence et malgré le premier refus du propriétaire de vendre la peinture au prix proposé  réussit à l'acheter en 1870 pour 310 000 francs. Cette vente provoqua un énorme mécontentement en Italie, mais le gouvernement italien n’avait pas de moyens pour l’acheter. Devenant la propriété de l’impératrice, il fut exposé à l’Ermitage et  en 1880, d’après le testament de Marie Alexandrovna, passa définitivement au musée.

## Composition
Conformément à l'iconographie chrétienne le tableau représente Marie, lisant un livre et tenant dans ses bras, l'Enfant Jésus, regarde aussi vers le livre.
En 1881, quand l'image a été transférée sur toile, on a découvert que dans la version originale la Madone offrait à l'enfant une grenade (symbole de Passion) au lieu de tenir le livre.

## Description
La Vierge est présentée mi figure avec l'Enfant sur les genoux, de sa main droite elle tient un livre qu'elle semble lire. Le regard de l'enfant est dirigé aussi sur le livre qui symbolise les Saintes écritures qui annoncent le destin tragique du Christ. L'arrière-plan représente un paysage de collines, parsemées d'arbrisseaux, un lac avec barque de pêcheurs et des montagnes enneigées qui se perdent dans le lointain. La transparence printanière de ce paysage se conjugue bien avec l’image de la Vierge, jeune et parfaite, comme ce monde qui l’entoure. Le tableau conserve son cadre initial décoré d’un ornement grotesque et fait probablement d’après le dessin de l’artiste lui-même.

## Attribution
L'attribution à Raphaël est unanime. Le petit tableau tondo, probablement laissé inachevé, est l'une des œuvres qui ouvrent la série des Madones de l'artiste.